# Echidna
Echidna var i den græske mytologi et uhyre, der kaldtes "moderen til alle uhyrer." Hun betragtes oftest som datter af Gaia og Uranus eller Tartaros, eller somme tider af Keto and Forcys eller Chrysaor og Callirhoe. Hun var mor til den trehovedede hund Kerberos og Sfinksen.